# Alegrete (navio)
O Alegrete foi um navio mercante brasileiro afundado pelo submarino alemão U-156, em 1º de junho de 1942, no Mar do Caribe, entre as ilhas de Santa Lúcia e São Vicente.
Foi o décimo navio brasileiro atacado durante a Segunda Guerra Mundial, e o nono a sê-lo a partir de janeiro de 1942, quando o Brasil rompeu relações com o Eixo. Não houve vítimas fatais.

## O navio
A construção do navio foi finalizada em setembro de 1906, nos estaleiros da Harland & Wolff Ltd, em Belfast, na Irlanda do Norte, sob encomenda da Hamburg-Amerika Linie (Hapag), de Hamburgo.
Operou sob o nome Salamanca e possuía arqueação bruta de 5.970 toneladas, comprimento de 119,5 metros, largura de 15,3 metros e calado de 7,8 metros. Feito com casco de aço, era propelido por um motor de tripla expansão, fazendo-o alcançar a velocidade de 12 nós.
Encontrava-se no porto brasileiro de Cabedelo, na Paraíba quando eclodiu a Primeira Guerra Mundial, o que motivou-lhe a retenção e o posterior confisco pelo Governo Brasileiro — a 1º de junho de 1917 —, quando o Brasil rompeu relações diplomáticas com o Império Alemão, por conta do afundamento de navios brasileiros pela marinha daquele país.
Naquele mesmo ano, é rebatizado de Alegrete, em homenagem à cidade homônima do Rio Grande do Sul, e passa a ser operado, a partir de 1927, pelo Lloyd Brasileiro. Entre 1936 e 1940, serve como navio de treinamento para a Marinha Mercante brasileira.

## Afundamento
Em 1º de junho de 1942, o vapor, comandado pelo Capitão-de-Longo-Curso Eurico Gomes de Sousa e carregado com café, cacau, 5 000 caixas de castanhas e óleo de mamona, navegava entre as ilhas de Santa Lúcia e São Vicente e Granadinas, no Mar do Caribe, quando, por volta das cinco da tarde, o capitão percebeu que estava sendo seguido por um submarino, ao avistar um períscópio que se salientava à distância.
Às 17:45 (horário local), o navio foi atingido a bombordo, na altura do porão nº 5, pelo primeiro torpedo disparado pelo U-156, comandado pelo Capitão-de-Corveta Werner Hartenstein. Em seguida, foram feitos os procedimentos para que a tripulação de 64 homens — não havia passageiros a bordo — abandonasse o navio. Os tripulantes evadiram-se pelas quatro baleeiras existentes, após o qual foram disparados mais dois torpedos bem como 18 tiros de canhão contra a embarcação que, inapelavelmente, sucumbiu em chamas ao cabo de 3 horas.
Nas baleeiras, a tripulação enfrentou toda a sorte de intempéries: mar bravio, com grandes vagalhões, ventos gelados durante a noite, sol abrasador na maior parte do dia, além da pouca alimentação e água potável.
No dia seguinte, a primeira baleeira chegou a Port of Spain, em Trinidad e Tobago; a segunda atingiu La Guaira, na Venezuela; a terceira foi dar na Ilha de la Blanquilla, também na Venezuela. Estes últimos náufragos relataram terem sido cercados de todos os cuidados pelos habitantes locais. Os 19 homens da quarta baleeira foram resgatados pelo destróier americano USS Tarbel. Não houve mortes, apesar das queimaduras e de outros ferimentos sofridos no ataque.